# Collinson Ridge
Collinson Ridge är en bergstopp i Antarktis. Den ligger i Västantarktis. Nya Zeeland gör anspråk på området. Toppen på Collinson Ridge är 1 955 meter över havet.
Terrängen runt Collinson Ridge är varierad. Trakten är obefolkad. Det finns inga samhällen i närheten.